# Slivovice

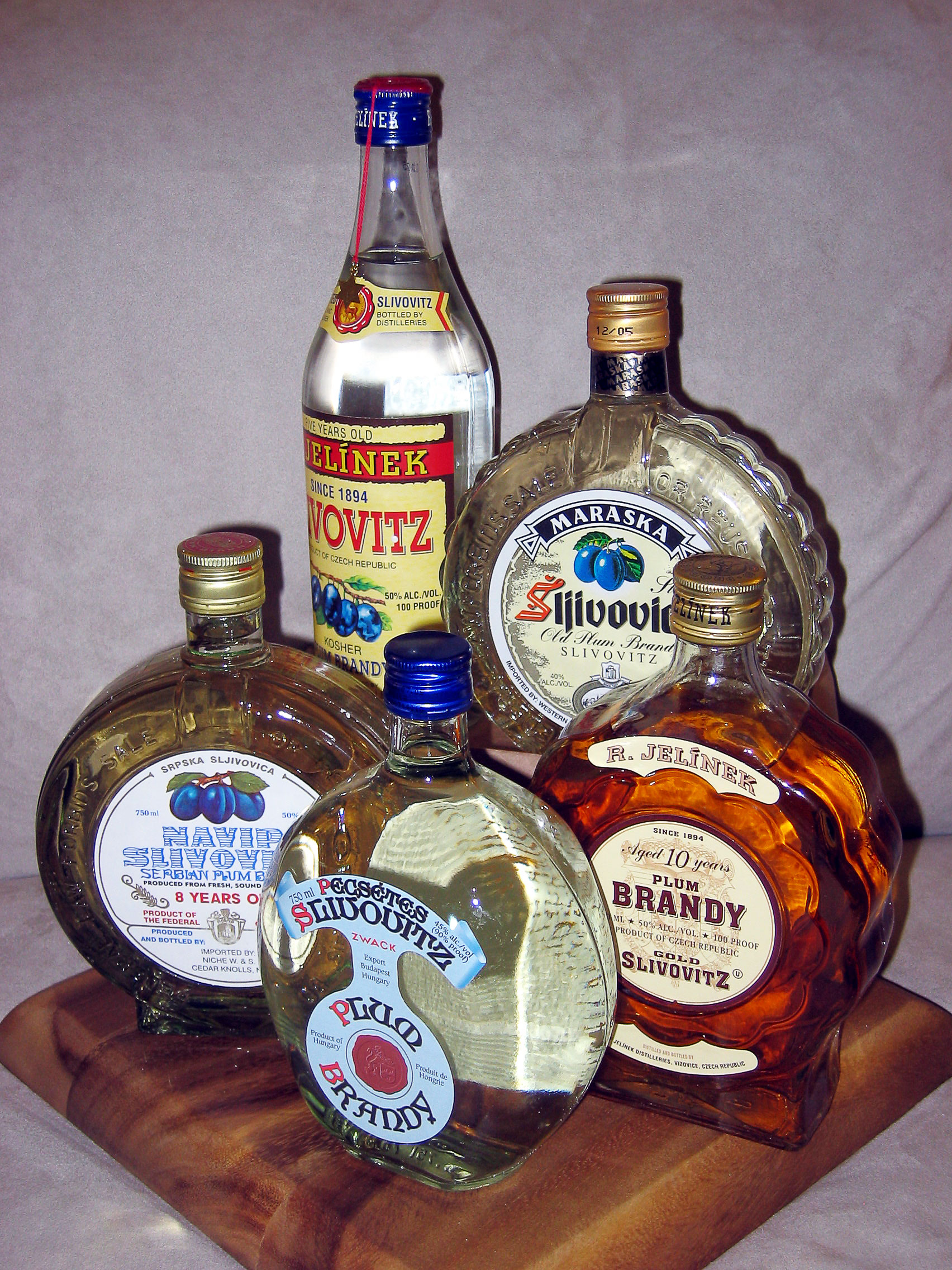
Různé druhy slivovic (z Česka, Maďarska a Srbska)

Slivovice (moravsky slivovica) je destilovaný alkoholický nápoj, oblíbený ve střední Evropě v Polsku, na Slovensku a na Balkáně, v České republice hlavně na Moravě (Slovácko, Hanácko, Valašsko, Luhačovické Zálesí; Brněnsko, Horácko). Původ je ale sporný a vede k problému o ochranné označení původu. Vyrábí se například ze švestek, blumy, durancií či lepotice.
V obchodech se prodává také tzv. řezaná verze (40% obsahu alkoholu, vyrábí se ve velkém), jinak pravá slivovice vyráběná pro domácí použití v soukromých pálenicích (pro malou spotřebu) má nejčastěji okolo 52% obsahu alkoholu. Důvodem vysokého obsahu alkoholu je skutečnost, že pokud se čistý ovocný destilát naředí na méně než 40%, může v něm být cítit kyselost. Naopak slivovice vyráběná v některých částech Polska, má obsah alkoholu až 70%.
Kvalitní slivovice při nalití do sklenice tzv. řetízkuje (vytváří drobné praménky kondenzujícího alkoholu stékající zpět do sklenice). Kvalita slivovice se dá kontrolovat i promnutím mezi palcem a ukazováčkem ruky, kdy stupeň drhnutí (odporu) tekutiny mezi prsty také charakterizuje ovocný obsah a tím i její kvalitu.[zdroj?]

## Výroba
Na výrobu slivovice se používá kvas. Ve vhodné nádobě kvasí čisté zralé ovoce nejméně 6 týdnů, při domácí výrobě se někdy část ovoce vypeckuje a pečlivě se odstraňují stopky a nahnilé plody. Jestli je kvas připravený k vypálení se pozná podle tzv. "deky", což je nedokvašená dužina švestek, která je vytlačována na hladinu kvasu oxidem uhličitým. Jakmile se deka začne po obvodu stěn sudu propadat, je dokončen proces kvašení. Výroba se provádí v pálenici.
Výroba slivovice na Valašsku: Čisté zralé plody slivoně se uloží do sudů (dřevěných, dnes většinou plastových) a nechají se zhruba 6 až 8 týdnů kvasit. Doba kvašení závisí na teplotě, cukernatosti plodů a množství v jednom sudu. Cukernatost se měří moštoměrem při založení kvasu a při jeho dokvašení. Z obsahu zkvasitelné sušiny lze odhadnout obsah alkoholu ve výsledném produktu.
Vykvašené ovoce se pálí při teplotě do 88 °C, kdy se odpařuje jen alkohol a v kvasu zůstávají silice, které jinak způsobují pachy a pachutě v konečném výrobku. Výpary se ochlazují a kondenzát vytéká do připravené nádoby. Tento postup se opakuje dvakrát, přičemž teprve při druhém pálení teče čistý nápoj, který je možno ochutnat. Destilát má v závislosti na počáteční cukernatosti kvasu a stavu při dokvašení přibližně 32 až 76 % objemových procent alkoholu. Ideální je ředit na 50–52 procent, kdy je nápoj lahodný a voňavý.
Čerstvá slivovice mívá ostřejší chuť a je lepší nechat ji uležet několik měsíců, až let. Přitom první čtyři týdny se ponechá bez zátky, chráněná je před hmyzem a prachem. Někdy se nad destilát zavěšují sušené švestky ze kterých skapává destilát, aby slivovice dostala nazlátlou barvu a více voněla.
Zralá slivovice v průmyslové výrobě je slivovice, která dlouhodobým zráním (stařením) v dubových sudech získala zlatou barvu a chuť podobající se koňaku. Někteří výrobci ovšem dobarvují svoje destiláty uměle (kulérem – např. karamelizovaným cukrem, barvivem nebo sušenou švestkou).[zdroj?]

## Historie a výrobci
V Bulharsku je pálení v klášterech doloženo od 14. století. Bulharské slivové rakije mají zlatavou barvu.
Valašské právo pak vedlo k dosídlení oblastí jako je Valašsko na Moravě osadníky z Balkánu.
V oblasti okolo města Vizovice je pálení slivovice doloženo od 17. století (nikoli už roku 1585), kdy byl majitelem panství uherský šlechtic Emerich Dóczy. Mezi nájemci pálenice byli od počátku židé a pak například i tradiční výrobce Rudolf Jelínek, jehož košer výrobky se staly světově proslulými.
Na Slovensku v oblasti Bošácká dolina je doložená v 18. století.
Roku 1835 císařský patent dovoloval rolníkům pálit jedno vědro bez nutnosti odvádět daň. To vedlo k rozšíření výroby slivovice mezi obyvatele.
Nyní lidé na Valašsku tradičně nechávají zkvasit svou úrodu doma v sudech a poté odvezou sudy do pálenice, kde dojde k přeměně na skupenství kapalné, a výsledný produkt si odvážejí v demižonech domů. Pálenice se na Valašsku a Luhačovickém zálesí nacházejí v každé větší vesnici nebo poblíž každého většího města.[zdroj?]

## Vliv na zdraví
Mezinárodní agentura pro výzkum rakoviny klasifikuje alkoholické nápoje od roku 1988 jako prokázané karcinogeny skupiny 1 (kde je například i tabákový kouř či radioaktivita). Podle studie publikované v roce 2018 způsobuje alkohol mutace DNA. Slivovice vyráběná z peckového ovoce často obsahuje ethyl-karbamát, který je od roku 2007 veden jako potenciální karcinogen.